# Glaphyrus olivieri
Glaphyrus olivieri är en skalbaggsart som beskrevs av François Louis Nompar de Caumont de Laporte 1840. Glaphyrus olivieri ingår i släktet Glaphyrus och familjen Glaphyridae. Inga underarter finns listade i Catalogue of Life.